# Marvin Kirchhöfer

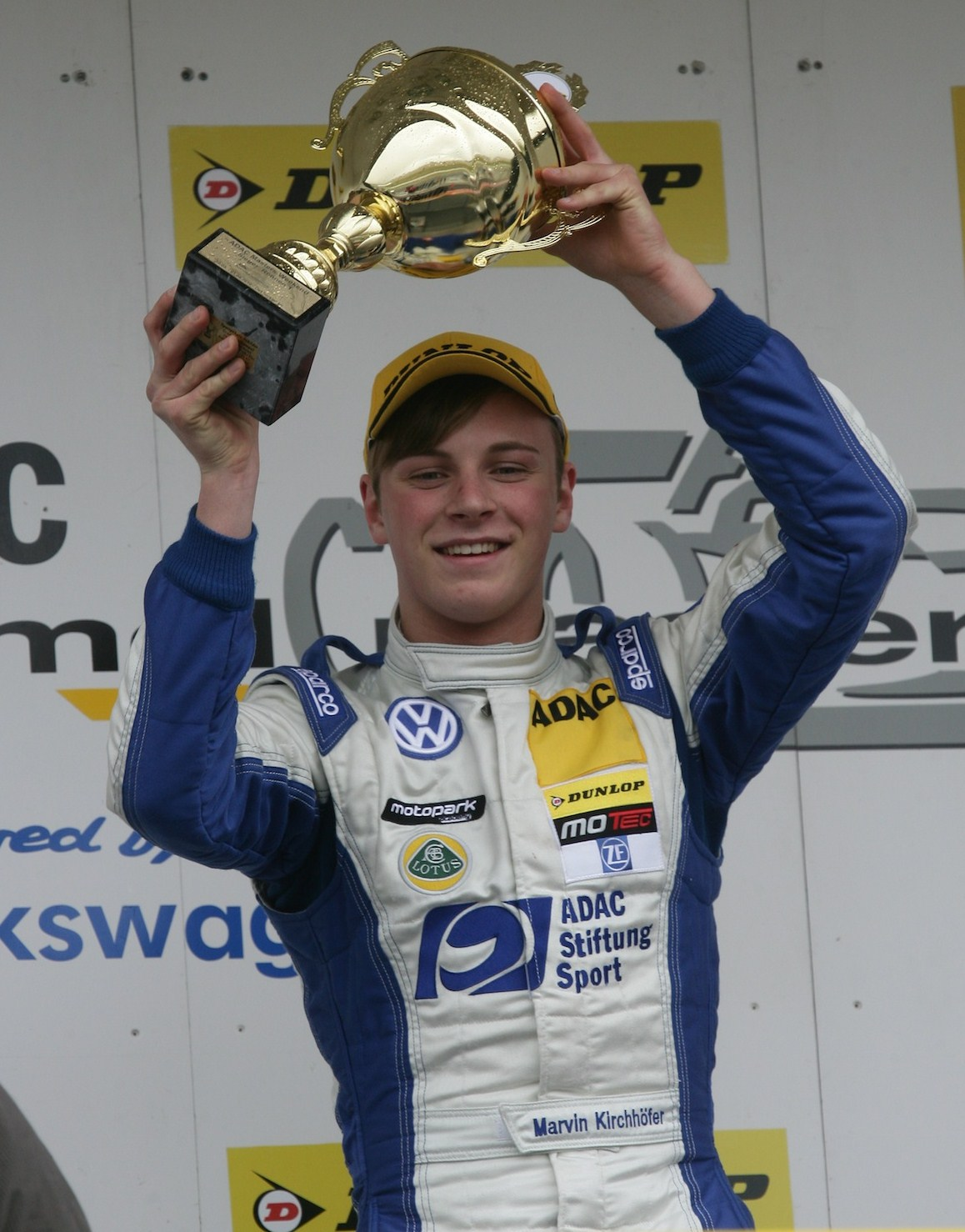
Marvin Kirchhöfer em 2012.

Marvin Kirchhöfer (Leipzig, 19 de março de 1994) é um automobilista alemão.

## Carreira

### GP3 Series
Em 2014, Kirchhöfer estreou na GP3 Series pela equipe ART Grand Prix. Permaneceu com a equipe por duas temporadas, terminando com dois consecutivos terceiros lugares e acumulando seis vitórias e quinze pódios.

### GP2 Series
Em março de 2016, foi anunciado que ele havia sido promovido para a GP2 Series para competir pela equipe Carlin.